# Porovaara
Porovaara är en kulle i Finland.   Den ligger i den ekonomiska regionen  Fjäll-Lappland  och landskapet Lappland, i den norra delen av landet, 800 km norr om huvudstaden Helsingfors. Toppen på Porovaara är 343 meter över havet, eller 146 meter över den omgivande terrängen. Bredden vid basen är 11,8 km.
Terrängen runt Porovaara är huvudsakligen platt. Runt Porovaara är det mycket glesbefolkat, med 2 invånare per kvadratkilometer.